# Digitaria
Digitaria es un género de plantas de la familia de las poáceas. Contiene alrededor de 300 especies nativas de regiones tropicales y templadas.

## Descripción
Son herbáceas y cespitosas anuales. Sus semillas tienen un largo periodo de germinación. Si las condiciones son las apropiadas, puede germinar a lo largo de la temporada de crecimiento.
A menudo se les considera maleza. A pesar de esto, tienen algunas cualidades que compensan. Las semillas de algunas especies se pueden tostar y moler para producir una harina, que se usa con avena o en la fermentación de la cerveza. Es un cultivo típico de algunas partes de África. También tiene cualidades nutritivas interesantes como pasto para el ganado vacuno.

## Taxonomía
El género fue descrito por Albrecht von Haller y publicado en Historia Stirpium Indigenarum Helvetiae Inchoata 2: 244. 1768. La especie tipo es: Digitaria sanguinalis (L.) Scop. 
Citología
Tiene un número de cromosomas: de: x = 9, 15, y 17. 2n = 18, 30, 36, 45, 54, 60, 70, 72, y 76, o 108. Cromosomas ‘pequeños’. Nucleolos persistentes.
Etimología
Digitaria: nombre genérico derivado del latín "dígitus" = (dígito o dedo) ya que se distinguen por sus alargadas inflorescencias que parecen dedos.

## Algunas especies
- Digitaria abortiva Reeder
- Digitaria bicornis (Lam.) Roem. & Schult.
- Digitaria cayoensis Swallen
- Digitaria debilis (Desf.) Willd.
- Digitaria eriantha Steud.
- Digitaria formosana Rendle
- Digitaria gardneri Henrard
- Digitaria henryi Rendle
- Digitaria ischaemum (Schreb.) Muhl.
- Digitaria lanosa Llanos
- Digitaria lehmanniana Henrard
- Digitaria mariannensis Merr.
- Digitaria microbachne Henrard
- Digitaria multiflora Swallen
- Digitaria pulchella Griseb.
- Digitaria robinsonii Merr.
- Digitaria sanguinalis (L.) Scop.
- Digitaria setigera Roth
- Digitaria ulugurensis Pilg.
- Digitaria umfolozi D.W.Hall[3][4]